# Koema (Noordelijke Kaukasus)
De Koema (Russisch: Кума) is een rivier in het zuiden van Rusland.
De rivier is 802 kilometer lang. De bron ligt in de deelrepubliek Karatsjaj-Tsjerkessië in de Grote Kaukasus, waarna ze in de noordoostelijke richting stroomt en verder naar het oosten door de Kaspische Laagte. Dan mondt de Koema uit in de Kaspische Zee, in de Kizljargolf nabij Dagestan en Kalmukkië.
Door verschillende geografen en geologen wordt de rivier (samen met de Koema-Manytsjlaagte) als grens tussen Europa en Azië beschouwd.